# Вулиця Перемоги (Новомиргород)
Ву́лиця Перемо́ги (колишні назви — Вокзальна, 40-річчя Перемоги) — вулиця в місті Новомиргород Кіровоградської області, одна з основних вулиць міста. Проходить через місцевість Хутір. Протяжність — близько 1,5 км. Частина територіальної дороги місцевого значення Т 12 09.

## Розташування
Починається за мостом через річку Велика Вись як продовження вулиці Андрія Гурічева. Простягається на схід в бік залізничного вокзалу до вулиці Залізничної.
Прилеглі вулиці: Гастелло, Пушкіна, Толстого, Глібова, Михайла Коцюбинського, Вишнева, Лермонтова, Короленка, Глінки, Олега Кошового, пров. Чкалова, пров. Вокзальний.

## Історія
В першій половині XX століття вулиця сполучала Новомиргород та залізничну станцію, що розташовувалась за 2 км від міста. Інтенсивна її забудова розпочалась вже в 1950-х роках, після будівництва тут плодоконсервного заводу. Пізніше вулиця поділила місцевість на Старий Хутір та Новий Хутір.
В 1985 році, на честь 40-ї річниці Перемоги, Вокзальну вулицю було перейменовано на 40-річчя Перемоги (розповсюджено — 40 років Перемоги).
За часів незалежності історичну назву вулиці повернуто не було. Відповідно до протоколу №2 засідання топонімічної комісії при виконавчому комітеті Новомиргородської міської ради від 9 вересня 2015 року, на громадське обговорення з-поміж інших урбанонімів було винесено варіант перейменування вулиці на вул. Перемоги. 13 листопада того ж року на сесії міської ради вулицю було перейменовано.

## Об'єкти
По вулиці розташовано чимало об'єктів промислової зони, зокрема:
- Торговельно-сервісний комплекс «Шанс+»;
- Плодоконсервний завод;
- Новомиргородський районний відділ МНС;
- Райавтодор;
- ПП «Будсервіс-А»;
- Комбікормовий завод;
- Новомиргородське лісництво.

## Фотогалерея
|  |  |  |